# Jamie Murphy
Jamie Murphy (Glasgow, 28 de agosto de 1989) es un futbolista escocés que juega de delantero en el Ayr United F. C. del Campeonato de Escocia.

## Selección nacional
Murphy fue internacional con la selección escocesa sub-19 y sub-21 y fue convocado por primera vez con la selección de fútbol de Escocia absoluta para la disputa de dos amistosos, uno frente a la selección de fútbol de la República Checa el 24 de marzo de 2016 y frente a la selección de fútbol de Dinamarca el 29 de marzo de 2016, sin debutar en ninguno de los partidos.
Finalmente debutó con la selección escocesa el 23 de marzo de 2018 en un partido amistoso contra la selección de fútbol de Costa Rica.

## Clubes
| Club                          | País       | Año       |
| ----------------------------- | ---------- | --------- |
| Motherwell F. C.              | Escocia    | 2008-2013 |
| Sheffield United F. C.        | Inglaterra | 2013-2015 |
| Brighton & Hove Albion F. C.  | Inglaterra | 2015-2018 |
| Rangers F. C. (cedido)        | Escocia    | 2018      |
| Rangers F. C.                 | Escocia    | 2018-2021 |
| Burton Albion F. C. (cedido)  | Inglaterra | 2020      |
| Hibernian F. C. (cedido)      | Escocia    | 2020-2021 |
| Hibernian F. C.               | Escocia    | 2021-2022 |
| Mansfield Town F. C. (cedido) | Inglaterra | 2022      |
| St. Johnstone F. C.           | Escocia    | 2022-2023 |
| Ayr United F. C.              | Escocia    | 2023-     |